# Tirrena-Adriàtica 2020
La Tirrena-Adriàtica 2020, 55a edició de la Tirrena-Adriàtica, es disputà entre el 7 i el 14 de setembre de 2020 després d'haver estat posposada per culpa de la pandèmia de COVID-19. La cursa formava part de l'UCI World Tour 2020 amb categoria 2.UWT. Els corredors havien de superar 1.138,1 repartits entre vuit etapes, la darrera d'elles una contrarellotge individual.
El vencedor final fou el britànic Simon Yates (Mitchelton-Scott), que superà en 17" al gal·lès Geraint Thomas (Ineos Grenadiers) i en 29" al polonès Rafał Majka (Bora-Hansgrohe).

## Equips
En la cursa hi van prendre part els 19 equips UCI WorldTeams més sis equips de categoria UCI ProTeam.
| WorldTeams (19)- AG2R La Mondiale - Astana - Bahrain McLaren - Bora-Hansgrohe - CCC Team - Cofidis - Deceuninck-Quick Step - EF Pro Cycling - Groupama-FDJ - Israel Start-Up Nation - Lotto Soudal - Mitchelton-Scott - Movistar Team - NTT Pro Cycling - Ineos Grenadiers - Jumbo-Visma - Team Sunweb - Trek-Segafredo - UAE Team Emirates ProTeams (6)- Total Direct Énergie - Androni Giocattoli-Sidermec - Bardiani CSF Faizanè - Gazprom-RusVelo - Alpecin-Fenix - Vini Zabù-KTM |
| |

## Etapes
| Etapa    | Data      | Ciutats d'etapa                                     | type                      | Distància (km) | Vencedor de l'etapa  | Líder de la general |
| -------- | --------- | --------------------------------------------------- | ------------------------- | -------------- | -------------------- | ------------------- |
| 1a etapa | 7 de set  | Lido di Camaiore – Lido di Camaiore                 | etapa plana               | 134            | Pascal Ackermann     | Pascal Ackermann    |
| 2a etapa | 8 de set  | Camaiore – Follonica                                | etapa plana               | 198            | Pascal Ackermann     | Pascal Ackermann    |
| 3a etapa | 9 de set  | Follonica – Satúrnia                                | etapa de mitja muntanya   | 217            | Michael Woods        | Michael Woods       |
| 4a etapa | 10 de set | Terni – Cascia                                      | etapa de muntanya         | 194            | Lucas Hamilton       | Michael Woods       |
| 5a etapa | 11 de set | Norcia – Sassotetto                                 | etapa de muntanya         | 202            | Simon Yates          | Simon Yates         |
| 6a etapa | 12 de set | Castelfidardo – Senigallia                          | etapa plana               | 171            | Tim Merlier          | Simon Yates         |
| 7a etapa | 13 de set | Pieve Torina – Loreto                               | etapa accidentada         | 181            | Mathieu van der Poel | Simon Yates         |
| 8a etapa | 14 de set | San Benedetto del Tronto – San Benedetto del Tronto | contrarellotge individual | 10,1           | Filippo Ganna        | Simon Yates         |

### Etapa 1
| \| Classificació de l'etapa \| Classificació de l'etapa \| Classificació de l'etapa \| Classificació de l'etapa \| Classificació de l'etapa \| \| Corredor \| Corredor \| Equip \| Temps \| \| \| ------------------------ \| ------------------------ \| ------------------------ \| ------------------------ \| ------------------------ \| \| 1r \| Pascal Ackermann \| Bora-Hansgrohe \| 2h 57' 55" \| \| \| 2n \| Fernando Gaviria Rendón \| UAE Team Emirates \| + 0" \| \| \| 3r \| Magnus Cort Nielsen \| EF Pro Cycling \| + 0" \| \| \| 4t \| Szymon Sajnok \| CCC Team \| + 0" \| \| \| 5è \| Davide Cimolai \| Israel Start-Up Nation \| + 0" \| \| \| 6è \| Andrea Vendrame \| AG2R La Mondiale \| + 0" \| \| \| 7è \| Jonas Rickaert \| Alpecin-Fenix \| + 0" \| \| \| 8è \| Romain Seigle \| Groupama-FDJ \| + 0" \| \| \| 9è \| Piet Allegaert \| Cofidis \| + 0" \| \| \| 10è \| Pascal Eenkhoorn \| Jumbo-Visma \| + 0" \| \| |                         |                        |            |
| |                         |                        |            |
| Font: ProCyclingStats |                         |                        |            |
| Classificació de l'etapa |                         |                        |            |
| Corredor | Corredor                | Equip                  | Temps      |
| 1r | Pascal Ackermann        | Bora-Hansgrohe         | 2h 57' 55" |
| 2n | Fernando Gaviria Rendón | UAE Team Emirates      | + 0"       |
| 3r | Magnus Cort Nielsen     | EF Pro Cycling         | + 0"       |
| 4t | Szymon Sajnok           | CCC Team               | + 0"       |
| 5è | Davide Cimolai          | Israel Start-Up Nation | + 0"       |
| 6è | Andrea Vendrame         | AG2R La Mondiale       | + 0"       |
| 7è | Jonas Rickaert          | Alpecin-Fenix          | + 0"       |
| 8è | Romain Seigle           | Groupama-FDJ           | + 0"       |
| 9è | Piet Allegaert          | Cofidis                | + 0"       |
| 10è | Pascal Eenkhoorn        | Jumbo-Visma            | + 0"       |

| \| Classificació general \| Classificació general \| Classificació general \| Classificació general \| Classificació general \| \| Corredor \| Corredor \| Equip \| Temps \| \| \| --------------------- \| ----------------------- \| --------------------------- \| --------------------- \| --------------------- \| \| 1r \| Pascal Ackermann \| Bora-Hansgrohe \| 2h 57' 45" \| \| \| 2n \| Fernando Gaviria Rendón \| UAE Team Emirates \| + 4" \| \| \| 3r \| Magnus Cort Nielsen \| EF Pro Cycling \| + 6" \| \| \| 4t \| Paul Martens \| Jumbo-Visma \| + 7" \| \| \| 5è \| Simon Pellaud \| Androni Giocattoli-Sidermec \| + 8" \| \| \| 6è \| Michael Matthews \| Team Sunweb \| + 9" \| \| \| 7è \| Szymon Sajnok \| CCC Team \| + 10" \| \| \| 8è \| Davide Cimolai \| Israel Start-Up Nation \| + 10" \| \| \| 9è \| Andrea Vendrame \| AG2R La Mondiale \| + 10" \| \| \| 10è \| Jonas Rickaert \| Alpecin-Fenix \| + 10" \| \| |                         |                             |            |
| |                         |                             |            |
| Font: ProCyclingStats |                         |                             |            |
| Classificació general |                         |                             |            |
| Corredor | Corredor                | Equip                       | Temps      |
| 1r | Pascal Ackermann        | Bora-Hansgrohe              | 2h 57' 45" |
| 2n | Fernando Gaviria Rendón | UAE Team Emirates           | + 4"       |
| 3r | Magnus Cort Nielsen     | EF Pro Cycling              | + 6"       |
| 4t | Paul Martens            | Jumbo-Visma                 | + 7"       |
| 5è | Simon Pellaud           | Androni Giocattoli-Sidermec | + 8"       |
| 6è | Michael Matthews        | Team Sunweb                 | + 9"       |
| 7è | Szymon Sajnok           | CCC Team                    | + 10"      |
| 8è | Davide Cimolai          | Israel Start-Up Nation      | + 10"      |
| 9è | Andrea Vendrame         | AG2R La Mondiale            | + 10"      |
| 10è | Jonas Rickaert          | Alpecin-Fenix               | + 10"      |

### Etapa 2
| \| Classificació de l'etapa \| Classificació de l'etapa \| Classificació de l'etapa \| Classificació de l'etapa \| Classificació de l'etapa \| \| Corredor \| Corredor \| Equip \| Temps \| \| \| ------------------------ \| ------------------------ \| --------------------------- \| ------------------------ \| ------------------------ \| \| 1r \| Pascal Ackermann \| Bora-Hansgrohe \| 5h 01' 53" \| \| \| 2n \| Fernando Gaviria Rendón \| UAE Team Emirates \| + 0" \| \| \| 3r \| Rick Zabel \| Israel Start-Up Nation \| + 0" \| \| \| 4t \| Davide Ballerini \| Deceuninck-Quick Step \| + 0" \| \| \| 5è \| Tim Merlier \| Alpecin-Fenix \| + 0" \| \| \| 6è \| Davide Cimolai \| Israel Start-Up Nation \| + 0" \| \| \| 7è \| Lorrenzo Manzin \| Total Direct Énergie \| + 0" \| \| \| 8è \| Luca Pacioni \| Androni Giocattoli-Sidermec \| + 0" \| \| \| 9è \| Florian Vermeersch \| Lotto-Soudal \| + 0" \| \| \| 10è \| Mike Teunissen \| Jumbo-Visma \| + 0" \| \| |                         |                             |            |
| |                         |                             |            |
| Font: ProCyclingStats |                         |                             |            |
| Classificació de l'etapa |                         |                             |            |
| Corredor | Corredor                | Equip                       | Temps      |
| 1r | Pascal Ackermann        | Bora-Hansgrohe              | 5h 01' 53" |
| 2n | Fernando Gaviria Rendón | UAE Team Emirates           | + 0"       |
| 3r | Rick Zabel              | Israel Start-Up Nation      | + 0"       |
| 4t | Davide Ballerini        | Deceuninck-Quick Step       | + 0"       |
| 5è | Tim Merlier             | Alpecin-Fenix               | + 0"       |
| 6è | Davide Cimolai          | Israel Start-Up Nation      | + 0"       |
| 7è | Lorrenzo Manzin         | Total Direct Énergie        | + 0"       |
| 8è | Luca Pacioni            | Androni Giocattoli-Sidermec | + 0"       |
| 9è | Florian Vermeersch      | Lotto-Soudal                | + 0"       |
| 10è | Mike Teunissen          | Jumbo-Visma                 | + 0"       |

| \| Classificació general \| Classificació general \| Classificació general \| Classificació general \| Classificació general \| \| Corredor \| Corredor \| Equip \| Temps \| \| \| --------------------- \| ----------------------- \| --------------------------- \| --------------------- \| --------------------- \| \| 1r \| Pascal Ackermann \| Bora-Hansgrohe \| 7h 59' 28" \| \| \| 2n \| Fernando Gaviria Rendón \| UAE Team Emirates \| + 8" \| \| \| 3r \| Magnus Cort Nielsen \| EF Pro Cycling \| + 16" \| \| \| 4t \| Rick Zabel \| Israel Start-Up Nation \| + 16" \| \| \| 5è \| Nicola Bagioli \| Androni Giocattoli-Sidermec \| + 17" \| \| \| 6è \| Paul Martens \| Jumbo-Visma \| + 17" \| \| \| 7è \| Simon Pellaud \| Androni Giocattoli-Sidermec \| + 18" \| \| \| 8è \| Michael Matthews \| Team Sunweb \| + 19" \| \| \| 9è \| Davide Cimolai \| Israel Start-Up Nation \| + 20" \| \| \| 10è \| Lorrenzo Manzin \| Total Direct Énergie \| + 20" \| \| |                         |                             |            |
| |                         |                             |            |
| Font: ProCyclingStats |                         |                             |            |
| Classificació general |                         |                             |            |
| Corredor | Corredor                | Equip                       | Temps      |
| 1r | Pascal Ackermann        | Bora-Hansgrohe              | 7h 59' 28" |
| 2n | Fernando Gaviria Rendón | UAE Team Emirates           | + 8"       |
| 3r | Magnus Cort Nielsen     | EF Pro Cycling              | + 16"      |
| 4t | Rick Zabel              | Israel Start-Up Nation      | + 16"      |
| 5è | Nicola Bagioli          | Androni Giocattoli-Sidermec | + 17"      |
| 6è | Paul Martens            | Jumbo-Visma                 | + 17"      |
| 7è | Simon Pellaud           | Androni Giocattoli-Sidermec | + 18"      |
| 8è | Michael Matthews        | Team Sunweb                 | + 19"      |
| 9è | Davide Cimolai          | Israel Start-Up Nation      | + 20"      |
| 10è | Lorrenzo Manzin         | Total Direct Énergie        | + 20"      |

### Etapa 3
| \| Classificació de l'etapa \| Classificació de l'etapa \| Classificació de l'etapa \| Classificació de l'etapa \| Classificació de l'etapa \| \| Corredor \| Corredor \| Equip \| Temps \| \| \| ------------------------ \| ------------------------ \| ------------------------ \| ------------------------ \| ------------------------ \| \| 1r \| Michael Woods \| EF Pro Cycling \| 5h 19' 46" \| \| \| 2n \| Rafał Majka \| Bora-Hansgrohe \| + 1" \| \| \| 3r \| Wilco Kelderman \| Team Sunweb \| + 20" \| \| \| 4t \| Patrick Konrad \| Bora-Hansgrohe \| + 20" \| \| \| 5è \| Aleksandr Vlàssov \| Astana \| + 20" \| \| \| 6è \| Sergio Henao Montoya \| UAE Team Emirates \| + 20" \| \| \| 7è \| Tanel Kangert \| EF Pro Cycling \| + 20" \| \| \| 8è \| Fausto Masnada \| Deceuninck-Quick Step \| + 20" \| \| \| 9è \| Jakob Fuglsang \| Astana \| + 20" \| \| \| 10è \| Geraint Thomas \| Ineos Grenadiers \| + 20" \| \| |                      |                       |            |
| |                      |                       |            |
| Font: ProCyclingStats |                      |                       |            |
| Classificació de l'etapa |                      |                       |            |
| Corredor | Corredor             | Equip                 | Temps      |
| 1r | Michael Woods        | EF Pro Cycling        | 5h 19' 46" |
| 2n | Rafał Majka          | Bora-Hansgrohe        | + 1"       |
| 3r | Wilco Kelderman      | Team Sunweb           | + 20"      |
| 4t | Patrick Konrad       | Bora-Hansgrohe        | + 20"      |
| 5è | Aleksandr Vlàssov    | Astana                | + 20"      |
| 6è | Sergio Henao Montoya | UAE Team Emirates     | + 20"      |
| 7è | Tanel Kangert        | EF Pro Cycling        | + 20"      |
| 8è | Fausto Masnada       | Deceuninck-Quick Step | + 20"      |
| 9è | Jakob Fuglsang       | Astana                | + 20"      |
| 10è | Geraint Thomas       | Ineos Grenadiers      | + 20"      |

| \| Classificació general \| Classificació general \| Classificació general \| Classificació general \| Classificació general \| \| Corredor \| Corredor \| Equip \| Temps \| \| \| --------------------- \| --------------------- \| --------------------- \| --------------------- \| --------------------- \| \| 1r \| Michael Woods \| EF Pro Cycling \| 13h 19' 24" \| \| \| 2n \| Rafał Majka \| Bora-Hansgrohe \| + 5" \| \| \| 3r \| Wilco Kelderman \| Team Sunweb \| + 26" \| \| \| 4t \| Geraint Thomas \| Ineos Grenadiers \| + 30" \| \| \| 5è \| Patrick Konrad \| Bora-Hansgrohe \| + 30" \| \| \| 6è \| Sergio Henao Montoya \| UAE Team Emirates \| + 30" \| \| \| 7è \| Fausto Masnada \| Deceuninck-Quick Step \| + 30" \| \| \| 8è \| Tanel Kangert \| EF Pro Cycling \| + 30" \| \| \| 9è \| Simon Yates \| Mitchelton-Scott \| + 30" \| \| \| 10è \| Aleksandr Vlàssov \| Astana \| + 30" \| \| |                      |                       |             |
| |                      |                       |             |
| Font: ProCyclingStats |                      |                       |             |
| Classificació general |                      |                       |             |
| Corredor | Corredor             | Equip                 | Temps       |
| 1r | Michael Woods        | EF Pro Cycling        | 13h 19' 24" |
| 2n | Rafał Majka          | Bora-Hansgrohe        | + 5"        |
| 3r | Wilco Kelderman      | Team Sunweb           | + 26"       |
| 4t | Geraint Thomas       | Ineos Grenadiers      | + 30"       |
| 5è | Patrick Konrad       | Bora-Hansgrohe        | + 30"       |
| 6è | Sergio Henao Montoya | UAE Team Emirates     | + 30"       |
| 7è | Fausto Masnada       | Deceuninck-Quick Step | + 30"       |
| 8è | Tanel Kangert        | EF Pro Cycling        | + 30"       |
| 9è | Simon Yates          | Mitchelton-Scott      | + 30"       |
| 10è | Aleksandr Vlàssov    | Astana                | + 30"       |

### Etapa 4
| \| Classificació de l'etapa \| Classificació de l'etapa \| Classificació de l'etapa \| Classificació de l'etapa \| Classificació de l'etapa \| \| Corredor \| Corredor \| Equip \| Temps \| \| \| ------------------------ \| ------------------------ \| ------------------------ \| ------------------------ \| ------------------------ \| \| 1r \| Lucas Hamilton \| Mitchelton-Scott \| 4h 46' 22" \| \| \| 2n \| Fausto Masnada \| Deceuninck-Quick Step \| + 0" \| \| \| 3r \| Michael Woods \| EF Pro Cycling \| + 10" \| \| \| 4t \| Aleksandr Vlàssov \| Astana \| + 10" \| \| \| 5è \| Geraint Thomas \| Ineos Grenadiers \| + 10" \| \| \| 6è \| Wilco Kelderman \| Team Sunweb \| + 10" \| \| \| 7è \| Jack Haig \| Mitchelton-Scott \| + 10" \| \| \| 8è \| Rafał Majka \| Bora-Hansgrohe \| + 10" \| \| \| 9è \| James Knox \| Deceuninck-Quick Step \| + 10" \| \| \| 10è \| Simon Yates \| Mitchelton-Scott \| + 10" \| \| |                   |                       |            |
| |                   |                       |            |
| Font: ProCyclingStats |                   |                       |            |
| Classificació de l'etapa |                   |                       |            |
| Corredor | Corredor          | Equip                 | Temps      |
| 1r | Lucas Hamilton    | Mitchelton-Scott      | 4h 46' 22" |
| 2n | Fausto Masnada    | Deceuninck-Quick Step | + 0"       |
| 3r | Michael Woods     | EF Pro Cycling        | + 10"      |
| 4t | Aleksandr Vlàssov | Astana                | + 10"      |
| 5è | Geraint Thomas    | Ineos Grenadiers      | + 10"      |
| 6è | Wilco Kelderman   | Team Sunweb           | + 10"      |
| 7è | Jack Haig         | Mitchelton-Scott      | + 10"      |
| 8è | Rafał Majka       | Bora-Hansgrohe        | + 10"      |
| 9è | James Knox        | Deceuninck-Quick Step | + 10"      |
| 10è | Simon Yates       | Mitchelton-Scott      | + 10"      |

| \| Classificació general \| Classificació general \| Classificació general \| Classificació general \| Classificació general \| \| Corredor \| Corredor \| Equip \| Temps \| \| \| --------------------- \| --------------------- \| --------------------- \| --------------------- \| --------------------- \| \| 1r \| Michael Woods \| EF Pro Cycling \| 18h 05' 52" \| \| \| 2n \| Rafał Majka \| Bora-Hansgrohe \| + 9" \| \| \| 3r \| Fausto Masnada \| Deceuninck-Quick Step \| + 18" \| \| \| 4t \| Lucas Hamilton \| Mitchelton-Scott \| + 27" \| \| \| 5è \| Wilco Kelderman \| Team Sunweb \| + 30" \| \| \| 6è \| Geraint Thomas \| Ineos Grenadiers \| + 34" \| \| \| 7è \| Simon Yates \| Mitchelton-Scott \| + 34" \| \| \| 8è \| Aleksandr Vlàssov \| Astana \| + 34" \| \| \| 9è \| Jack Haig \| Mitchelton-Scott \| + 47" \| \| \| 10è \| James Knox \| Deceuninck-Quick Step \| + 47" \| \| |                   |                       |             |
| |                   |                       |             |
| Font: ProCyclingStats |                   |                       |             |
| Classificació general |                   |                       |             |
| Corredor | Corredor          | Equip                 | Temps       |
| 1r | Michael Woods     | EF Pro Cycling        | 18h 05' 52" |
| 2n | Rafał Majka       | Bora-Hansgrohe        | + 9"        |
| 3r | Fausto Masnada    | Deceuninck-Quick Step | + 18"       |
| 4t | Lucas Hamilton    | Mitchelton-Scott      | + 27"       |
| 5è | Wilco Kelderman   | Team Sunweb           | + 30"       |
| 6è | Geraint Thomas    | Ineos Grenadiers      | + 34"       |
| 7è | Simon Yates       | Mitchelton-Scott      | + 34"       |
| 8è | Aleksandr Vlàssov | Astana                | + 34"       |
| 9è | Jack Haig         | Mitchelton-Scott      | + 47"       |
| 10è | James Knox        | Deceuninck-Quick Step | + 47"       |

### Etapa 5
| \| Classificació de l'etapa \| Classificació de l'etapa \| Classificació de l'etapa \| Classificació de l'etapa \| Classificació de l'etapa \| \| Corredor \| Corredor \| Equip \| Temps \| \| \| ------------------------ \| ------------------------ \| ------------------------ \| ------------------------ \| ------------------------ \| \| 1r \| Simon Yates \| Mitchelton-Scott \| 5h 30' 43" \| \| \| 2n \| Geraint Thomas \| Ineos Grenadiers \| + 35" \| \| \| 3r \| Rafał Majka \| Bora-Hansgrohe \| + 35" \| \| \| 4t \| Aleksandr Vlàssov \| Astana \| + 39" \| \| \| 5è \| Wilco Kelderman \| Team Sunweb \| + 54" \| \| \| 6è \| James Knox \| Deceuninck-Quick Step \| + 58" \| \| \| 7è \| Fausto Masnada \| Deceuninck-Quick Step \| + 1' 00" \| \| \| 8è \| Jai Hindley \| Team Sunweb \| + 1' 05" \| \| \| 9è \| Gianluca Brambilla \| Trek-Segafredo \| + 1' 11" \| \| \| 10è \| Louis Meintjes \| NTT Pro Cycling \| + 1' 46" \| \| |                    |                       |            |
| |                    |                       |            |
| Font: ProCyclingStats |                    |                       |            |
| Classificació de l'etapa |                    |                       |            |
| Corredor | Corredor           | Equip                 | Temps      |
| 1r | Simon Yates        | Mitchelton-Scott      | 5h 30' 43" |
| 2n | Geraint Thomas     | Ineos Grenadiers      | + 35"      |
| 3r | Rafał Majka        | Bora-Hansgrohe        | + 35"      |
| 4t | Aleksandr Vlàssov  | Astana                | + 39"      |
| 5è | Wilco Kelderman    | Team Sunweb           | + 54"      |
| 6è | James Knox         | Deceuninck-Quick Step | + 58"      |
| 7è | Fausto Masnada     | Deceuninck-Quick Step | + 1' 00"   |
| 8è | Jai Hindley        | Team Sunweb           | + 1' 05"   |
| 9è | Gianluca Brambilla | Trek-Segafredo        | + 1' 11"   |
| 10è | Louis Meintjes     | NTT Pro Cycling       | + 1' 46"   |

| \| Classificació general \| Classificació general \| Classificació general \| Classificació general \| Classificació general \| \| Corredor \| Corredor \| Equip \| Temps \| \| \| --------------------- \| --------------------- \| --------------------- \| --------------------- \| --------------------- \| \| 1r \| Simon Yates \| Mitchelton-Scott \| 23h 36' 59" \| \| \| 2n \| Rafał Majka \| Bora-Hansgrohe \| + 16" \| \| \| 3r \| Geraint Thomas \| Ineos Grenadiers \| + 39" \| \| \| 4t \| Aleksandr Vlàssov \| Astana \| + 49" \| \| \| 5è \| Fausto Masnada \| Deceuninck-Quick Step \| + 54" \| \| \| 6è \| Wilco Kelderman \| Team Sunweb \| + 1' 00" \| \| \| 7è \| James Knox \| Deceuninck-Quick Step \| + 1' 21" \| \| \| 8è \| Michael Woods \| EF Pro Cycling \| + 1' 22" \| \| \| 9è \| Gianluca Brambilla \| Trek-Segafredo \| + 2' 28" \| \| \| 10è \| Jack Haig \| Mitchelton-Scott \| + 2' 44" \| \| |                    |                       |             |
| |                    |                       |             |
| Font: ProCyclingStats |                    |                       |             |
| Classificació general |                    |                       |             |
| Corredor | Corredor           | Equip                 | Temps       |
| 1r | Simon Yates        | Mitchelton-Scott      | 23h 36' 59" |
| 2n | Rafał Majka        | Bora-Hansgrohe        | + 16"       |
| 3r | Geraint Thomas     | Ineos Grenadiers      | + 39"       |
| 4t | Aleksandr Vlàssov  | Astana                | + 49"       |
| 5è | Fausto Masnada     | Deceuninck-Quick Step | + 54"       |
| 6è | Wilco Kelderman    | Team Sunweb           | + 1' 00"    |
| 7è | James Knox         | Deceuninck-Quick Step | + 1' 21"    |
| 8è | Michael Woods      | EF Pro Cycling        | + 1' 22"    |
| 9è | Gianluca Brambilla | Trek-Segafredo        | + 2' 28"    |
| 10è | Jack Haig          | Mitchelton-Scott      | + 2' 44"    |

### Etapa 6
| \| Classificació de l'etapa \| Classificació de l'etapa \| Classificació de l'etapa \| Classificació de l'etapa \| Classificació de l'etapa \| \| Corredor \| Corredor \| Equip \| Temps \| \| \| ------------------------ \| ------------------------ \| ------------------------ \| ------------------------ \| ------------------------ \| \| 1r \| Tim Merlier \| Alpecin-Fenix \| 3h 59' 30" \| \| \| 2n \| Pascal Ackermann \| Bora-Hansgrohe \| + 0" \| \| \| 3r \| Magnus Cort Nielsen \| EF Pro Cycling \| + 0" \| \| \| 4t \| Fernando Gaviria Rendón \| UAE Team Emirates \| + 0" \| \| \| 5è \| Mike Teunissen \| Jumbo-Visma \| + 0" \| \| \| 6è \| Davide Ballerini \| Deceuninck-Quick Step \| + 0" \| \| \| 7è \| Lorrenzo Manzin \| Total Direct Énergie \| + 0" \| \| \| 8è \| Piet Allegaert \| Cofidis \| + 0" \| \| \| 9è \| Iván García Cortina \| Bahrain McLaren \| + 0" \| \| \| 10è \| Alexander Aranburu Deba \| Astana \| + 0" \| \| |                         |                       |            |
| |                         |                       |            |
| Font: ProCyclingStats |                         |                       |            |
| Classificació de l'etapa |                         |                       |            |
| Corredor | Corredor                | Equip                 | Temps      |
| 1r | Tim Merlier             | Alpecin-Fenix         | 3h 59' 30" |
| 2n | Pascal Ackermann        | Bora-Hansgrohe        | + 0"       |
| 3r | Magnus Cort Nielsen     | EF Pro Cycling        | + 0"       |
| 4t | Fernando Gaviria Rendón | UAE Team Emirates     | + 0"       |
| 5è | Mike Teunissen          | Jumbo-Visma           | + 0"       |
| 6è | Davide Ballerini        | Deceuninck-Quick Step | + 0"       |
| 7è | Lorrenzo Manzin         | Total Direct Énergie  | + 0"       |
| 8è | Piet Allegaert          | Cofidis               | + 0"       |
| 9è | Iván García Cortina     | Bahrain McLaren       | + 0"       |
| 10è | Alexander Aranburu Deba | Astana                | + 0"       |

| \| Classificació general \| Classificació general \| Classificació general \| Classificació general \| Classificació general \| \| Corredor \| Corredor \| Equip \| Temps \| \| \| --------------------- \| --------------------- \| --------------------- \| --------------------- \| --------------------- \| \| 1r \| Simon Yates \| Mitchelton-Scott \| 27h 36' 29" \| \| \| 2n \| Rafał Majka \| Bora-Hansgrohe \| + 16" \| \| \| 3r \| Geraint Thomas \| Ineos Grenadiers \| + 39" \| \| \| 4t \| Aleksandr Vlàssov \| Astana \| + 49" \| \| \| 5è \| Fausto Masnada \| Deceuninck-Quick Step \| + 54" \| \| \| 6è \| Wilco Kelderman \| Team Sunweb \| + 1' 00" \| \| \| 7è \| James Knox \| Deceuninck-Quick Step \| + 1' 21" \| \| \| 8è \| Michael Woods \| EF Pro Cycling \| + 1' 22" \| \| \| 9è \| Gianluca Brambilla \| Trek-Segafredo \| + 2' 28" \| \| \| 10è \| Jack Haig \| Mitchelton-Scott \| + 2' 44" \| \| |                    |                       |             |
| |                    |                       |             |
| Font: ProCyclingStats |                    |                       |             |
| Classificació general |                    |                       |             |
| Corredor | Corredor           | Equip                 | Temps       |
| 1r | Simon Yates        | Mitchelton-Scott      | 27h 36' 29" |
| 2n | Rafał Majka        | Bora-Hansgrohe        | + 16"       |
| 3r | Geraint Thomas     | Ineos Grenadiers      | + 39"       |
| 4t | Aleksandr Vlàssov  | Astana                | + 49"       |
| 5è | Fausto Masnada     | Deceuninck-Quick Step | + 54"       |
| 6è | Wilco Kelderman    | Team Sunweb           | + 1' 00"    |
| 7è | James Knox         | Deceuninck-Quick Step | + 1' 21"    |
| 8è | Michael Woods      | EF Pro Cycling        | + 1' 22"    |
| 9è | Gianluca Brambilla | Trek-Segafredo        | + 2' 28"    |
| 10è | Jack Haig          | Mitchelton-Scott      | + 2' 44"    |

### Etapa 7
| \| Classificació de l'etapa \| Classificació de l'etapa \| Classificació de l'etapa \| Classificació de l'etapa \| Classificació de l'etapa \| \| Corredor \| Corredor \| Equip \| Temps \| \| \| ------------------------ \| ------------------------ \| ------------------------ \| ------------------------ \| ------------------------ \| \| 1r \| Mathieu van der Poel \| Alpecin-Fenix \| 4h 19' 23" \| \| \| 2n \| Ruben Guerreiro \| EF Pro Cycling \| + 4" \| \| \| 3r \| Matteo Fabbro \| Bora-Hansgrohe \| + 4" \| \| \| 4t \| Wilco Kelderman \| Team Sunweb \| + 9" \| \| \| 5è \| Alexander Aranburu Deba \| Astana \| + 10" \| \| \| 6è \| Simon Yates \| Mitchelton-Scott \| + 10" \| \| \| 7è \| Michael Woods \| EF Pro Cycling \| + 10" \| \| \| 8è \| Geraint Thomas \| Ineos Grenadiers \| + 10" \| \| \| 9è \| Aleksandr Vlàssov \| Astana \| + 10" \| \| \| 10è \| Rafał Majka \| Bora-Hansgrohe \| + 10" \| \| |                         |                  |            |
| |                         |                  |            |
| Font: ProCyclingStats |                         |                  |            |
| Classificació de l'etapa |                         |                  |            |
| Corredor | Corredor                | Equip            | Temps      |
| 1r | Mathieu van der Poel    | Alpecin-Fenix    | 4h 19' 23" |
| 2n | Ruben Guerreiro         | EF Pro Cycling   | + 4"       |
| 3r | Matteo Fabbro           | Bora-Hansgrohe   | + 4"       |
| 4t | Wilco Kelderman         | Team Sunweb      | + 9"       |
| 5è | Alexander Aranburu Deba | Astana           | + 10"      |
| 6è | Simon Yates             | Mitchelton-Scott | + 10"      |
| 7è | Michael Woods           | EF Pro Cycling   | + 10"      |
| 8è | Geraint Thomas          | Ineos Grenadiers | + 10"      |
| 9è | Aleksandr Vlàssov       | Astana           | + 10"      |
| 10è | Rafał Majka             | Bora-Hansgrohe   | + 10"      |

| \| Classificació general \| Classificació general \| Classificació general \| Classificació general \| Classificació general \| \| Corredor \| Corredor \| Equip \| Temps \| \| \| --------------------- \| --------------------- \| --------------------- \| --------------------- \| --------------------- \| \| 1r \| Simon Yates \| Mitchelton-Scott \| 31h 56' 02" \| \| \| 2n \| Rafał Majka \| Bora-Hansgrohe \| + 16" \| \| \| 3r \| Geraint Thomas \| Ineos Grenadiers \| + 39" \| \| \| 4t \| Aleksandr Vlàssov \| Astana \| + 49" \| \| \| 5è \| Fausto Masnada \| Deceuninck-Quick Step \| + 57" \| \| \| 6è \| Wilco Kelderman \| Team Sunweb \| + 59" \| \| \| 7è \| Michael Woods \| EF Pro Cycling \| + 1' 22" \| \| \| 8è \| James Knox \| Deceuninck-Quick Step \| + 1' 26" \| \| \| 9è \| Gianluca Brambilla \| Trek-Segafredo \| + 2' 33" \| \| \| 10è \| Jack Haig \| Mitchelton-Scott \| + 2' 47" \| \| |                    |                       |             |
| |                    |                       |             |
| Font: ProCyclingStats |                    |                       |             |
| Classificació general |                    |                       |             |
| Corredor | Corredor           | Equip                 | Temps       |
| 1r | Simon Yates        | Mitchelton-Scott      | 31h 56' 02" |
| 2n | Rafał Majka        | Bora-Hansgrohe        | + 16"       |
| 3r | Geraint Thomas     | Ineos Grenadiers      | + 39"       |
| 4t | Aleksandr Vlàssov  | Astana                | + 49"       |
| 5è | Fausto Masnada     | Deceuninck-Quick Step | + 57"       |
| 6è | Wilco Kelderman    | Team Sunweb           | + 59"       |
| 7è | Michael Woods      | EF Pro Cycling        | + 1' 22"    |
| 8è | James Knox         | Deceuninck-Quick Step | + 1' 26"    |
| 9è | Gianluca Brambilla | Trek-Segafredo        | + 2' 33"    |
| 10è | Jack Haig          | Mitchelton-Scott      | + 2' 47"    |

### Etapa 8
| \| Classificació de l'etapa \| Classificació de l'etapa \| Classificació de l'etapa \| Classificació de l'etapa \| Classificació de l'etapa \| \| Corredor \| Corredor \| Equip \| Temps \| \| \| ------------------------ \| ------------------------ \| ------------------------ \| ------------------------ \| ------------------------ \| \| 1r \| Filippo Ganna \| Ineos Grenadiers \| 10' 42" \| \| \| 2n \| Victor Campenaerts \| NTT Pro Cycling \| + 18" \| \| \| 3r \| Rohan Dennis \| Ineos Grenadiers \| + 26" \| \| \| 4t \| Geraint Thomas \| Ineos Grenadiers \| + 28" \| \| \| 5è \| Tobias Ludvigsson \| Groupama-FDJ \| + 33" \| \| \| 6è \| Benjamin Thomas \| Groupama-FDJ \| + 34" \| \| \| 7è \| Jos van Emden \| Jumbo-Visma \| + 39" \| \| \| 8è \| Nathan Van Hooydonck \| CCC Team \| + 40" \| \| \| 9è \| Jan Tratnik \| Bahrain McLaren \| + 40" \| \| \| 10è \| Michael Matthews \| Team Sunweb \| + 42" \| \| |                      |                  |         |
| |                      |                  |         |
| Font: ProCyclingStats |                      |                  |         |
| Classificació de l'etapa |                      |                  |         |
| Corredor | Corredor             | Equip            | Temps   |
| 1r | Filippo Ganna        | Ineos Grenadiers | 10' 42" |
| 2n | Victor Campenaerts   | NTT Pro Cycling  | + 18"   |
| 3r | Rohan Dennis         | Ineos Grenadiers | + 26"   |
| 4t | Geraint Thomas       | Ineos Grenadiers | + 28"   |
| 5è | Tobias Ludvigsson    | Groupama-FDJ     | + 33"   |
| 6è | Benjamin Thomas      | Groupama-FDJ     | + 34"   |
| 7è | Jos van Emden        | Jumbo-Visma      | + 39"   |
| 8è | Nathan Van Hooydonck | CCC Team         | + 40"   |
| 9è | Jan Tratnik          | Bahrain McLaren  | + 40"   |
| 10è | Michael Matthews     | Team Sunweb      | + 42"   |

## Classificacions finals

### Classificació general
| \| Classificació general \| Classificació general \| Classificació general \| Classificació general \| Classificació general \| \| Corredor \| Corredor \| Equip \| Temps \| \| \| --------------------- \| --------------------- \| --------------------- \| --------------------- \| --------------------- \| \| 1r \| Simon Yates \| Mitchelton-Scott \| 32h 07' 34" \| \| \| 2n \| Geraint Thomas \| Ineos Grenadiers \| + 17" \| \| \| 3r \| Rafał Majka \| Bora-Hansgrohe \| + 29" \| \| \| 4t \| Wilco Kelderman \| Team Sunweb \| + 56" \| \| \| 5è \| Aleksandr Vlàssov \| Astana \| + 58" \| \| \| 6è \| Fausto Masnada \| Deceuninck-Quick Step \| + 1' 18" \| \| \| 7è \| James Knox \| Deceuninck-Quick Step \| + 1' 41" \| \| \| 8è \| Michael Woods \| EF Pro Cycling \| + 2' 12" \| \| \| 9è \| Gianluca Brambilla \| Trek-Segafredo \| + 3' 02" \| \| \| 10è \| Jack Haig \| Mitchelton-Scott \| + 3' 10" \| \| |                    |                       |             |
| |                    |                       |             |
| Font: ProCyclingStats |                    |                       |             |
| Classificació general |                    |                       |             |
| Corredor | Corredor           | Equip                 | Temps       |
| 1r | Simon Yates        | Mitchelton-Scott      | 32h 07' 34" |
| 2n | Geraint Thomas     | Ineos Grenadiers      | + 17"       |
| 3r | Rafał Majka        | Bora-Hansgrohe        | + 29"       |
| 4t | Wilco Kelderman    | Team Sunweb           | + 56"       |
| 5è | Aleksandr Vlàssov  | Astana                | + 58"       |
| 6è | Fausto Masnada     | Deceuninck-Quick Step | + 1' 18"    |
| 7è | James Knox         | Deceuninck-Quick Step | + 1' 41"    |
| 8è | Michael Woods      | EF Pro Cycling        | + 2' 12"    |
| 9è | Gianluca Brambilla | Trek-Segafredo        | + 3' 02"    |
| 10è | Jack Haig          | Mitchelton-Scott      | + 3' 10"    |

| Classificació per punts | Classificació per punts | Classificació per punts | Classificació per punts | Classificació per punts |
| Corredor                | Corredor                | Equip                   | Punts                   |                         |
| ----------------------- | ----------------------- | ----------------------- | ----------------------- | ----------------------- |
| 1r                      | Pascal Ackermann        | Bora-Hansgrohe          | 34 pts                  |                         |
| 2n                      | Geraint Thomas          | Ineos Grenadiers        | 27 pts                  |                         |
| 3r                      | Fernando Gaviria Rendón | UAE Team Emirates       | 27 pts                  |                         |
| 4t                      | Wilco Kelderman         | Team Sunweb             | 26 pts                  |                         |
| 5è                      | Michael Woods           | EF Pro Cycling          | 24 pts                  |                         |
| 6è                      | Rafał Majka             | Bora-Hansgrohe          | 22 pts                  |                         |
| 7è                      | Aleksandr Vlàssov       | Astana                  | 22 pts                  |                         |
| 8è                      | Simon Yates             | Mitchelton-Scott        | 18 pts                  |                         |
| 9è                      | Tim Merlier             | Alpecin-Fenix           | 18 pts                  |                         |
| 10è                     | Fausto Masnada          | Deceuninck-Quick Step   | 17 pts                  |                         |

| Classificació per punts | Classificació per punts | Classificació per punts | Classificació per punts | Classificació per punts |
| Corredor                | Corredor                | Equip                   | Punts                   |                         |
| ----------------------- | ----------------------- | ----------------------- | ----------------------- | ----------------------- |
| 1r                      | Pascal Ackermann        | Bora-Hansgrohe          | 34 pts                  |                         |
| 2n                      | Geraint Thomas          | Ineos Grenadiers        | 27 pts                  |                         |
| 3r                      | Fernando Gaviria Rendón | UAE Team Emirates       | 27 pts                  |                         |
| 4t                      | Wilco Kelderman         | Team Sunweb             | 26 pts                  |                         |
| 5è                      | Michael Woods           | EF Pro Cycling          | 24 pts                  |                         |
| 6è                      | Rafał Majka             | Bora-Hansgrohe          | 22 pts                  |                         |
| 7è                      | Aleksandr Vlàssov       | Astana                  | 22 pts                  |                         |
| 8è                      | Simon Yates             | Mitchelton-Scott        | 18 pts                  |                         |
| 9è                      | Tim Merlier             | Alpecin-Fenix           | 18 pts                  |                         |
| 10è                     | Fausto Masnada          | Deceuninck-Quick Step   | 17 pts                  |                         |

| Classificació de la muntanya | Classificació de la muntanya | Classificació de la muntanya | Classificació de la muntanya | Classificació de la muntanya |
| Corredor                     | Corredor                     | Equip                        | Punts                        |                              |
| ---------------------------- | ---------------------------- | ---------------------------- | ---------------------------- | ---------------------------- |
| 1r                           | Héctor Carretero Milla       | Movistar Team                | 31 pts                       |                              |
| 2n                           | Simon Yates                  | Mitchelton-Scott             | 25 pts                       |                              |
| 3r                           | Michael Woods                | EF Pro Cycling               | 20 pts                       |                              |
| 4t                           | Michael Matthews             | Team Sunweb                  | 15 pts                       |                              |
| 5è                           | Aleksandr Vlàssov            | Astana                       | 15 pts                       |                              |
| 6è                           | Mathias Frank                | AG2R La Mondiale             | 14 pts                       |                              |
| 7è                           | Carl Fredrik Hagen           | Lotto-Soudal                 | 13 pts                       |                              |
| 8è                           | Geraint Thomas               | Ineos Grenadiers             | 13 pts                       |                              |
| 9è                           | Rafał Majka                  | Bora-Hansgrohe               | 12 pts                       |                              |
| 10è                          | Dries De Bondt               | Alpecin-Fenix                | 11 pts                       |                              |

| Classificació de la muntanya | Classificació de la muntanya | Classificació de la muntanya | Classificació de la muntanya | Classificació de la muntanya |
| Corredor                     | Corredor                     | Equip                        | Punts                        |                              |
| ---------------------------- | ---------------------------- | ---------------------------- | ---------------------------- | ---------------------------- |
| 1r                           | Héctor Carretero Milla       | Movistar Team                | 31 pts                       |                              |
| 2n                           | Simon Yates                  | Mitchelton-Scott             | 25 pts                       |                              |
| 3r                           | Michael Woods                | EF Pro Cycling               | 20 pts                       |                              |
| 4t                           | Michael Matthews             | Team Sunweb                  | 15 pts                       |                              |
| 5è                           | Aleksandr Vlàssov            | Astana                       | 15 pts                       |                              |
| 6è                           | Mathias Frank                | AG2R La Mondiale             | 14 pts                       |                              |
| 7è                           | Carl Fredrik Hagen           | Lotto-Soudal                 | 13 pts                       |                              |
| 8è                           | Geraint Thomas               | Ineos Grenadiers             | 13 pts                       |                              |
| 9è                           | Rafał Majka                  | Bora-Hansgrohe               | 12 pts                       |                              |
| 10è                          | Dries De Bondt               | Alpecin-Fenix                | 11 pts                       |                              |

| Classificació del millor jove | Classificació del millor jove | Classificació del millor jove | Classificació del millor jove | Classificació del millor jove |
| Corredor                      | Corredor                      | Equip                         | Temps                         |                               |
| ----------------------------- | ----------------------------- | ----------------------------- | ----------------------------- | ----------------------------- |
| 1r                            | Aleksandr Vlàssov             | Astana                        | 32h 08' 32"                   |                               |
| 2n                            | James Knox                    | Deceuninck-Quick Step         | + 43"                         |                               |
| 3r                            | Sam Oomen                     | Team Sunweb                   | + 2' 13"                      |                               |
| 4t                            | Jai Hindley                   | Team Sunweb                   | + 2' 47"                      |                               |
| 5è                            | Denís Nekràssov               | Gazprom-RusVelo               | + 7' 30"                      |                               |
| 6è                            | Jaakko Hänninen               | AG2R La Mondiale              | + 8' 22"                      |                               |
| 7è                            | Matteo Fabbro                 | Bora-Hansgrohe                | + 13' 33"                     |                               |
| 8è                            | Tao Geoghegan Hart            | Ineos Grenadiers              | + 13' 33"                     |                               |
| 9è                            | Óscar Rodríguez Garaicoechea  | Astana                        | + 13' 43"                     |                               |
| 10è                           | Lucas Hamilton                | Mitchelton-Scott              | + 14' 22"                     |                               |

| Classificació del millor jove | Classificació del millor jove | Classificació del millor jove | Classificació del millor jove | Classificació del millor jove |
| Corredor                      | Corredor                      | Equip                         | Temps                         |                               |
| ----------------------------- | ----------------------------- | ----------------------------- | ----------------------------- | ----------------------------- |
| 1r                            | Aleksandr Vlàssov             | Astana                        | 32h 08' 32"                   |                               |
| 2n                            | James Knox                    | Deceuninck-Quick Step         | + 43"                         |                               |
| 3r                            | Sam Oomen                     | Team Sunweb                   | + 2' 13"                      |                               |
| 4t                            | Jai Hindley                   | Team Sunweb                   | + 2' 47"                      |                               |
| 5è                            | Denís Nekràssov               | Gazprom-RusVelo               | + 7' 30"                      |                               |
| 6è                            | Jaakko Hänninen               | AG2R La Mondiale              | + 8' 22"                      |                               |
| 7è                            | Matteo Fabbro                 | Bora-Hansgrohe                | + 13' 33"                     |                               |
| 8è                            | Tao Geoghegan Hart            | Ineos Grenadiers              | + 13' 33"                     |                               |
| 9è                            | Óscar Rodríguez Garaicoechea  | Astana                        | + 13' 43"                     |                               |
| 10è                           | Lucas Hamilton                | Mitchelton-Scott              | + 14' 22"                     |                               |

| Classificació per equips | Classificació per equips | Classificació per equips | Classificació per equips |
| Equip                    | Equip                    | Temps                    |                          |
| ------------------------ | ------------------------ | ------------------------ | ------------------------ |
| 1r                       | Team Sunweb              | 96h 29' 59"              |                          |
| 2n                       | Astana                   | + 46"                    |                          |
| 3r                       | EF Pro Cycling           | + 8' 44"                 |                          |
| 4t                       | Mitchelton-Scott         | + 10' 44"                |                          |
| 5è                       | AG2R La Mondiale         | + 16' 15"                |                          |
| 6è                       | Bora-Hansgrohe           | + 21' 55"                |                          |
| 7è                       | Trek-Segafredo           | + 23' 29"                |                          |
| 8è                       | CCC Team                 | + 27' 15"                |                          |
| 9è                       | Groupama-FDJ             | + 29' 06"                |                          |
| 10è                      | Ineos Grenadiers         | + 33' 50"                |                          |

| Classificació per equips | Classificació per equips | Classificació per equips | Classificació per equips |
| Equip                    | Equip                    | Temps                    |                          |
| ------------------------ | ------------------------ | ------------------------ | ------------------------ |
| 1r                       | Team Sunweb              | 96h 29' 59"              |                          |
| 2n                       | Astana                   | + 46"                    |                          |
| 3r                       | EF Pro Cycling           | + 8' 44"                 |                          |
| 4t                       | Mitchelton-Scott         | + 10' 44"                |                          |
| 5è                       | AG2R La Mondiale         | + 16' 15"                |                          |
| 6è                       | Bora-Hansgrohe           | + 21' 55"                |                          |
| 7è                       | Trek-Segafredo           | + 23' 29"                |                          |
| 8è                       | CCC Team                 | + 27' 15"                |                          |
| 9è                       | Groupama-FDJ             | + 29' 06"                |                          |
| 10è                      | Ineos Grenadiers         | + 33' 50"                |                          |

## Evolució de les classificacions
| Etapa | Vencedor             | Classificació general | Classificació per punts | Classificació de la muntanya | Classificació dels joves | Classificació per equips |
| ----- | -------------------- | --------------------- | ----------------------- | ---------------------------- | ------------------------ | ------------------------ |
| 1     | Pascal Ackermann     | Pascal Ackermann      | Pascal Ackermann        | Nathan Haas                  | Szymon Sajnok            | Bora-Hansgrohe           |
| 2     | Pascal Ackermann     | Pascal Ackermann      | Pascal Ackermann        | Nathan Haas                  | Nicola Bagioli           | Bora-Hansgrohe           |
| 3     | Michael Woods        | Michael Woods         | Pascal Ackermann        | Nathan Haas                  | Aleksandr Vlàssov        | EF Pro Cycling           |
| 4     | Lucas Hamilton       | Michael Woods         | Pascal Ackermann        | Michael Woods                | Lucas Hamilton           | Mitchelton-Scott         |
| 5     | Simon Yates          | Simon Yates           | Pascal Ackermann        | Héctor Carretero             | Aleksandr Vlàssov        | Team Astana              |
| 6     | Tim Merlier          | Simon Yates           | Pascal Ackermann        | Héctor Carretero             | Aleksandr Vlàssov        | Team Astana              |
| 7     | Mathieu van der Poel | Simon Yates           | Pascal Ackermann        | Héctor Carretero             | Aleksandr Vlàssov        | Team Sunweb              |
| 8     | Filippo Ganna        | Simon Yates           | Pascal Ackermann        | Héctor Carretero             | Aleksandr Vlàssov        | Team Sunweb              |
| Final | Final                | Simon Yates           | Pascal Ackermann        | Héctor Carretero             | Aleksandr Vlàssov        | Team Sunweb              |

## Llista de participants
| AG2R La Mondiale ALM | AG2R La Mondiale ALM    | AG2R La Mondiale ALM |
| -------------------- | ----------------------- | -------------------- |
| Núm                  | Ciclista                | Pos                  |
| 1                    | Mathias Frank (SUI)     | 52è                  |
| 2                    | Geoffrey Bouchard (FRA) | 34è                  |
| 3                    | Silvan Dillier (SUI)    | 66è                  |
| 4                    | Axel Domont (FRA)       | 70è                  |
| 5                    | Jaakko Hänninen (FIN)   | 23è                  |
| 6                    | Andrea Vendrame (ITA)   | 40è                  |
| 7                    | Lawrence Warbasse (USA) | 17è                  |

| Alpecin-Fenix AFC | Alpecin-Fenix AFC                 | Alpecin-Fenix AFC |
| ----------------- | --------------------------------- | ----------------- |
| Núm               | Ciclista                          | Pos               |
| 11                | Mathieu van der Poel (NED) (ruta) | 45è               |
| 12                | Tim Merlier (BEL)                 | 147è              |
| 13                | Jonas Rickaert (BEL)              | 106è              |
| 14                | Kristian Sbaragli (ITA)           | 96è               |
| 15                | Dries De Bondt (BEL)              | 126è              |
| 16                | Otto Vergaerde (BEL)              | 94è               |
| 17                | Louis Vervaeke (BEL)              | 16è               |

| Androni Giocattoli-Sidermec ANS | Androni Giocattoli-Sidermec ANS  | Androni Giocattoli-Sidermec ANS |
| ------------------------------- | -------------------------------- | ------------------------------- |
| Núm                             | Ciclista                         | Pos                             |
| 21                              | Nicola Bagioli (ITA)             | DNF-3                           |
| 22                              | Davide Gabburo (ITA)             | 53è                             |
| 23                              | Luca Pacioni (ITA)               | DNF-4                           |
| 24                              | Simon Pellaud (SUI)              | 132è                            |
| 25                              | Jhonatan Restrepo Valencia (COL) | 124è                            |
| 26                              | Kevin Rivera Serrano (CRC)       | DNF-1                           |
| 27                              | Josip Rumac (CRO) (ruta i crono) | 80è                             |

| Astana AST | Astana AST                         | Astana AST |
| ---------- | ---------------------------------- | ---------- |
| Núm        | Ciclista                           | Pos        |
| 31         | Jakob Fuglsang (DEN)               | 14è        |
| 32         | Alexander Aranburu Deba (ESP)      | 43è        |
| 33         | Manuele Boaro (ITA)                | DNF-7      |
| 34         | Fabio Felline (ITA)                | 86è        |
| 35         | Yuriy Natarov (KAZ)                | 112è       |
| 36         | Óscar Rodríguez Garaicoechea (ESP) | 31è        |
| 37         | Aleksandr Vlàssov (RUS)            | 5è         |

| Bahrain McLaren TBM | Bahrain McLaren TBM       | Bahrain McLaren TBM |
| ------------------- | ------------------------- | ------------------- |
| Núm                 | Ciclista                  | Pos                 |
| 41                  | Dylan Teuns (BEL)         | 49è                 |
| 42                  | Phil Bauhaus (GER)        | NP-3                |
| 43                  | Iván García Cortina (ESP) | 115è                |
| 44                  | Heinrich Haussler (AUS)   | 123è                |
| 45                  | Mark Padun (UKR)          | DNF-3               |
| 46                  | Hermann Pernsteiner (AUT) | 20è                 |
| 47                  | Jan Tratnik (SLO)         | 69è                 |

| Bardiani CSF Faizanè BCF | Bardiani CSF Faizanè BCF | Bardiani CSF Faizanè BCF |
| ------------------------ | ------------------------ | ------------------------ |
| Núm                      | Ciclista                 | Pos                      |
| 51                       | Giovanni Carboni (ITA)   | 68è                      |
| 52                       | Giovanni Lonardi (ITA)   | 151è                     |
| 53                       | Fabio Mazzucco (ITA)     | 122è                     |
| 54                       | Umberto Orsini (ITA)     | DNF-4                    |
| 55                       | Francesco Romano (ITA)   | 97è                      |
| 56                       | Daniel Savini (ITA)      | DNF-5                    |
| 57                       | Alessandro Tonelli (ITA) | 77è                      |

| Bora-Hansgrohe BOH | Bora-Hansgrohe BOH     | Bora-Hansgrohe BOH |
| ------------------ | ---------------------- | ------------------ |
| Núm                | Ciclista               | Pos                |
| 61                 | Rafał Majka (POL)      | 3r                 |
| 62                 | Pascal Ackermann (GER) | 133è               |
| 63                 | Maciej Bodnar (POL)    | 129è               |
| 64                 | Matteo Fabbro (ITA)    | 29è                |
| 65                 | Patrick Konrad (AUT)   | 33è                |
| 66                 | Paweł Poljański (POL)  | 50è                |
| 67                 | Rüdiger Selig (GER)    | DNF-4              |

| CCC Team CCC | CCC Team CCC                      | CCC Team CCC |
| ------------ | --------------------------------- | ------------ |
| Núm          | Ciclista                          | Pos          |
| 71           | William Barta (USA)               | 41è          |
| 72           | Pàvel Koixetkov (RUS)             | 36è          |
| 73           | Víctor de la Parte González (ESP) | 15è          |
| 74           | Łukasz Wiśniowski (POL)           | DNF-7        |
| 75           | Szymon Sajnok (POL)               | NP-8         |
| 76           | Nathan Van Hooydonck (BEL)        | 85è          |
| 77           | Georg Zimmermann (GER)            | 73è          |

| Cofidis COF | Cofidis COF             | Cofidis COF |
| ----------- | ----------------------- | ----------- |
| Núm         | Ciclista                | Pos         |
| 81          | Piet Allegaert (BEL)    | 104è        |
| 82          | Dimitri Claeys (BEL)    | 74è         |
| 83          | Nathan Haas (AUS)       | 90è         |
| 84          | Fabio Sabatini (ITA)    | 143è        |
| 85          | Kenneth Vanbilsen (BEL) | 134è        |
| 86          | Julien Vermote (BEL)    | 83è         |
| 87          | Attilio Viviani (ITA)   | 145è        |

| Deceuninck-Quick Step DQT | Deceuninck-Quick Step DQT | Deceuninck-Quick Step DQT |
| ------------------------- | ------------------------- | ------------------------- |
| Núm                       | Ciclista                  | Pos                       |
| 91                        | Davide Ballerini (ITA)    | 79è                       |
| 92                        | Stijn Steels (BEL)        | 131è                      |
| 93                        | Iljo Keisse (BEL)         | 120è                      |
| 94                        | James Knox (GBR)          | 7è                        |
| 95                        | Fausto Masnada (ITA)      | 6è                        |
| 96                        | Florian Sénéchal (FRA)    | 81è                       |
| 97                        | Bert Van Lerberghe (BEL)  | 99è                       |

| EF Pro Cycling EF1 | EF Pro Cycling EF1            | EF Pro Cycling EF1 |
| ------------------ | ----------------------------- | ------------------ |
| Núm                | Ciclista                      | Pos                |
| 101                | Michael Woods (CAN)           | 8è                 |
| 102                | Jonathan Caicedo Cepeda (ECU) | 59è                |
| 103                | Simon Clarke (AUS)            | 108è               |
| 104                | Lawson Craddock (USA)         | 128è               |
| 105                | Ruben Guerreiro (POR)         | 39è                |
| 106                | Magnus Cort Nielsen (DEN)     | NP-8               |
| 107                | Tanel Kangert (EST)           | 25è                |

| Gazprom-RusVelo GAZ | Gazprom-RusVelo GAZ    | Gazprom-RusVelo GAZ |
| ------------------- | ---------------------- | ------------------- |
| Núm                 | Ciclista               | Pos                 |
| 111                 | Ígor Bóiev (RUS)       | 140è                |
| 112                 | Marco Canola (ITA)     | DNF-7               |
| 113                 | Imerio Cima (ITA)      | DNF-7               |
| 114                 | Denís Nekràssov (RUS)  | 21è                 |
| 115                 | Ivan Rovni (RUS)       | 95è                 |
| 116                 | Aleksei Ribalkin (RUS) | DNF-6               |
| 117                 | Simone Velasco (ITA)   | 82è                 |

| Groupama-FDJ GFC | Groupama-FDJ GFC        | Groupama-FDJ GFC |
| ---------------- | ----------------------- | ---------------- |
| Núm              | Ciclista                | Pos              |
| 121              | Anthony Roux (FRA)      | 61è              |
| 122              | Kilian Frankiny (SUI)   | 27è              |
| 123              | Olivier Le Gac (FRA)    | 58è              |
| 124              | Bruno Armirail (FRA)    | 18è              |
| 125              | Romain Seigle (FRA)     | DNF-5            |
| 126              | Benjamin Thomas (FRA)   | 55è              |
| 127              | Tobias Ludvigsson (SWE) | 75è              |

| Israel Start-Up Nation ISN | Israel Start-Up Nation ISN     | Israel Start-Up Nation ISN |
| -------------------------- | ------------------------------ | -------------------------- |
| Núm                        | Ciclista                       | Pos                        |
| 131                        | Matthias Brändle (AUT) (crono) | 152è                       |
| 132                        | Alexander Cataford (CAN)       | 72è                        |
| 133                        | Davide Cimolai (ITA)           | NP-8                       |
| 134                        | Alex Dowsett (GBR) (crono)     | 144è                       |
| 135                        | Daniel Navarro García (ESP)    | 26è                        |
| 136                        | Guy Sagiv (ISR) (ruta)         | 139è                       |
| 137                        | Rick Zabel (GER)               | 119è                       |

| Lotto-Soudal LTS | Lotto-Soudal LTS         | Lotto-Soudal LTS |
| ---------------- | ------------------------ | ---------------- |
| Núm              | Ciclista                 | Pos              |
| 141              | Adam Hansen (AUS)        | 138è             |
| 142              | Kobe Goossens (BEL)      | 107è             |
| 143              | Carl Fredrik Hagen (NOR) | 48è              |
| 144              | Matthew Holmes (GBR)     | 63è              |
| 145              | Nikolas Maes (BEL)       | 111è             |
| 146              | Stefano Oldani (ITA)     | 100è             |
| 147              | Florian Vermeersch (BEL) | 118è             |

| Mitchelton-Scott MTS | Mitchelton-Scott MTS       | Mitchelton-Scott MTS |
| -------------------- | -------------------------- | -------------------- |
| Núm                  | Ciclista                   | Pos                  |
| 151                  | Simon Yates (GBR)          | 1r                   |
| 152                  | Edoardo Affini (ITA)       | 121è                 |
| 153                  | Brent Bookwalter (USA)     | 67è                  |
| 154                  | Jack Haig (AUS)            | 10è                  |
| 155                  | Lucas Hamilton (AUS)       | 32è                  |
| 156                  | Michael Hepburn (AUS)      | 117è                 |
| 157                  | Cameron Meyer (AUS) (ruta) | 92è                  |

| Movistar Team MOV | Movistar Team MOV            | Movistar Team MOV |
| ----------------- | ---------------------------- | ----------------- |
| Núm               | Ciclista                     | Pos               |
| 161               | Davide Villella (ITA)        | 24è               |
| 162               | Juan Diego Alba (COL)        | 101è              |
| 163               | Héctor Carretero Milla (ESP) | 78è               |
| 164               | Matteo Jorgenson (USA)       | 46è               |
| 165               | Sergio Samitier (ESP)        | 51è               |
| 166               | Eduardo Sepúlveda (ARG)      | 44è               |
| 167               | Albert Torres Barceló (ESP)  | 150è              |

| NTT Pro Cycling NTT | NTT Pro Cycling NTT          | NTT Pro Cycling NTT |
| ------------------- | ---------------------------- | ------------------- |
| Núm                 | Ciclista                     | Pos                 |
| 171                 | Louis Meintjes (RSA)         | 12è                 |
| 172                 | Carlos Barbero Cuesta (ESP)  | 98è                 |
| 173                 | Samuele Battistella (ITA)    | 110è                |
| 174                 | Victor Campenaerts (BEL)     | 93è                 |
| 175                 | Benjamin Dyball (AUS)        | 103è                |
| 176                 | Enrico Gasparotto (SUI)      | 42è                 |
| 177                 | Amanuel Gebrezgabihier (ERI) | 47è                 |

| Ineos Grenadiers IGD | Ineos Grenadiers IGD        | Ineos Grenadiers IGD |
| -------------------- | --------------------------- | -------------------- |
| Núm                  | Ciclista                    | Pos                  |
| 181                  | Geraint Thomas (GBR)        | 2n                   |
| 182                  | Rohan Dennis (AUS)          | 87è                  |
| 183                  | Edward Dunbar (IRL)         | NP-4                 |
| 184                  | Christopher Froome (GBR)    | 91è                  |
| 185                  | Filippo Ganna (ITA) (crono) | 116è                 |
| 186                  | Tao Geoghegan Hart (GBR)    | 30è                  |
| 187                  | Salvatore Puccio (ITA)      | 62è                  |

| Jumbo-Visma TJV | Jumbo-Visma TJV             | Jumbo-Visma TJV |
| --------------- | --------------------------- | --------------- |
| Núm             | Ciclista                    | Pos             |
| 191             | Pascal Eenkhoorn (NED)      | 57è             |
| 192             | Paul Martens (GER)          | 65è             |
| 193             | Christoph Pfingsten (GER)   | 35è             |
| 194             | Timo Roosen (NED)           | 71è             |
| 195             | Mike Teunissen (NED)        | 102è            |
| 196             | Jos van Emden (NED) (crono) | 89è             |
| 197             | Maarten Wynants (BEL)       | 88è             |

| Team Sunweb SUN | Team Sunweb SUN        | Team Sunweb SUN |
| --------------- | ---------------------- | --------------- |
| Núm             | Ciclista               | Pos             |
| 201             | Michael Matthews (AUS) | 54è             |
| 202             | Alberto Dainese (ITA)  | 146è            |
| 203             | Chris Hamilton (AUS)   | 37è             |
| 204             | Jai Hindley (AUS)      | 13è             |
| 205             | Wilco Kelderman (NED)  | 4t              |
| 206             | Sam Oomen (NED)        | 11è             |
| 207             | Martijn Tusveld (NED)  | 56è             |

| Total Direct Énergie TDE | Total Direct Énergie TDE | Total Direct Énergie TDE |
| ------------------------ | ------------------------ | ------------------------ |
| Núm                      | Ciclista                 | Pos                      |
| 211                      | Niki Terpstra (NED)      | 125è                     |
| 212                      | Jonathan Hivert (FRA)    | 105è                     |
| 213                      | Lorrenzo Manzin (FRA)    | 113è                     |
| 214                      | Adrien Petit (FRA)       | 135è                     |
| 215                      | Julien Simon (FRA)       | 141è                     |
| 216                      | Rein Taaramäe (EST)      | DNF-4                    |
| 217                      | Dries Van Gestel (BEL)   | 64è                      |

| Trek-Segafredo TFS | Trek-Segafredo TFS       | Trek-Segafredo TFS |
| ------------------ | ------------------------ | ------------------ |
| Núm                | Ciclista                 | Pos                |
| 221                | Vincenzo Nibali (ITA)    | 19è                |
| 222                | Julien Bernard (FRA)     | 60è                |
| 223                | Gianluca Brambilla (ITA) | 9è                 |
| 224                | Alex Kirsch (LUX)        | NP-6               |
| 225                | Koen de Kort (NED)       | 142è               |
| 226                | Antonio Nibali (ITA)     | 76è                |
| 227                | Pieter Weening (NED)     | 38è                |

| UAE Team Emirates UAD | UAE Team Emirates UAD                   | UAE Team Emirates UAD |
| --------------------- | --------------------------------------- | --------------------- |
| Núm                   | Ciclista                                | Pos                   |
| 231                   | Fernando Gaviria Rendón (COL)           | 130è                  |
| 232                   | Mikkel Bjerg (DEN)                      | 109è                  |
| 233                   | Rui Alberto Faria da Costa (POR) (ruta) | 28è                   |
| 234                   | Sergio Henao Montoya (COL)              | 22è                   |
| 235                   | Sebastián Molano Benavides (COL)        | 149è                  |
| 236                   | Aliaksandr Rabuixenka (BLR)             | 114è                  |
| 237                   | Maximiliano Richeze Araquistain (ARG)   | 148è                  |

| Vini Zabù-KTM THR | Vini Zabù-KTM THR          | Vini Zabù-KTM THR |
| ----------------- | -------------------------- | ----------------- |
| Núm               | Ciclista                   | Pos               |
| 241               | Luca Wackermann (ITA)      | DNF-7             |
| 242               | Marco Frapporti (ITA)      | 84è               |
| 243               | James Mitri (NZL)          | 137è              |
| 244               | Veljko Stojnić (SRB)       | 127è              |
| 245               | Riccardo Stacchiotti (ITA) | NP-8              |
| 246               | Giovanni Visconti (ITA)    | NP-8              |
| 247               | Edoardo Zardini (ITA)      | 136è              |

| AG2R La Mondiale ALM | AG2R La Mondiale ALM    | AG2R La Mondiale ALM |
| -------------------- | ----------------------- | -------------------- |
| Núm                  | Ciclista                | Pos                  |
| 1                    | Mathias Frank (SUI)     | 52è                  |
| 2                    | Geoffrey Bouchard (FRA) | 34è                  |
| 3                    | Silvan Dillier (SUI)    | 66è                  |
| 4                    | Axel Domont (FRA)       | 70è                  |
| 5                    | Jaakko Hänninen (FIN)   | 23è                  |
| 6                    | Andrea Vendrame (ITA)   | 40è                  |
| 7                    | Lawrence Warbasse (USA) | 17è                  |

| Alpecin-Fenix AFC | Alpecin-Fenix AFC                 | Alpecin-Fenix AFC |
| ----------------- | --------------------------------- | ----------------- |
| Núm               | Ciclista                          | Pos               |
| 11                | Mathieu van der Poel (NED) (ruta) | 45è               |
| 12                | Tim Merlier (BEL)                 | 147è              |
| 13                | Jonas Rickaert (BEL)              | 106è              |
| 14                | Kristian Sbaragli (ITA)           | 96è               |
| 15                | Dries De Bondt (BEL)              | 126è              |
| 16                | Otto Vergaerde (BEL)              | 94è               |
| 17                | Louis Vervaeke (BEL)              | 16è               |

| Androni Giocattoli-Sidermec ANS | Androni Giocattoli-Sidermec ANS  | Androni Giocattoli-Sidermec ANS |
| ------------------------------- | -------------------------------- | ------------------------------- |
| Núm                             | Ciclista                         | Pos                             |
| 21                              | Nicola Bagioli (ITA)             | DNF-3                           |
| 22                              | Davide Gabburo (ITA)             | 53è                             |
| 23                              | Luca Pacioni (ITA)               | DNF-4                           |
| 24                              | Simon Pellaud (SUI)              | 132è                            |
| 25                              | Jhonatan Restrepo Valencia (COL) | 124è                            |
| 26                              | Kevin Rivera Serrano (CRC)       | DNF-1                           |
| 27                              | Josip Rumac (CRO) (ruta i crono) | 80è                             |

| Astana AST | Astana AST                         | Astana AST |
| ---------- | ---------------------------------- | ---------- |
| Núm        | Ciclista                           | Pos        |
| 31         | Jakob Fuglsang (DEN)               | 14è        |
| 32         | Alexander Aranburu Deba (ESP)      | 43è        |
| 33         | Manuele Boaro (ITA)                | DNF-7      |
| 34         | Fabio Felline (ITA)                | 86è        |
| 35         | Yuriy Natarov (KAZ)                | 112è       |
| 36         | Óscar Rodríguez Garaicoechea (ESP) | 31è        |
| 37         | Aleksandr Vlàssov (RUS)            | 5è         |

| Bahrain McLaren TBM | Bahrain McLaren TBM       | Bahrain McLaren TBM |
| ------------------- | ------------------------- | ------------------- |
| Núm                 | Ciclista                  | Pos                 |
| 41                  | Dylan Teuns (BEL)         | 49è                 |
| 42                  | Phil Bauhaus (GER)        | NP-3                |
| 43                  | Iván García Cortina (ESP) | 115è                |
| 44                  | Heinrich Haussler (AUS)   | 123è                |
| 45                  | Mark Padun (UKR)          | DNF-3               |
| 46                  | Hermann Pernsteiner (AUT) | 20è                 |
| 47                  | Jan Tratnik (SLO)         | 69è                 |

| Bardiani CSF Faizanè BCF | Bardiani CSF Faizanè BCF | Bardiani CSF Faizanè BCF |
| ------------------------ | ------------------------ | ------------------------ |
| Núm                      | Ciclista                 | Pos                      |
| 51                       | Giovanni Carboni (ITA)   | 68è                      |
| 52                       | Giovanni Lonardi (ITA)   | 151è                     |
| 53                       | Fabio Mazzucco (ITA)     | 122è                     |
| 54                       | Umberto Orsini (ITA)     | DNF-4                    |
| 55                       | Francesco Romano (ITA)   | 97è                      |
| 56                       | Daniel Savini (ITA)      | DNF-5                    |
| 57                       | Alessandro Tonelli (ITA) | 77è                      |

| Bora-Hansgrohe BOH | Bora-Hansgrohe BOH     | Bora-Hansgrohe BOH |
| ------------------ | ---------------------- | ------------------ |
| Núm                | Ciclista               | Pos                |
| 61                 | Rafał Majka (POL)      | 3r                 |
| 62                 | Pascal Ackermann (GER) | 133è               |
| 63                 | Maciej Bodnar (POL)    | 129è               |
| 64                 | Matteo Fabbro (ITA)    | 29è                |
| 65                 | Patrick Konrad (AUT)   | 33è                |
| 66                 | Paweł Poljański (POL)  | 50è                |
| 67                 | Rüdiger Selig (GER)    | DNF-4              |

| CCC Team CCC | CCC Team CCC                      | CCC Team CCC |
| ------------ | --------------------------------- | ------------ |
| Núm          | Ciclista                          | Pos          |
| 71           | William Barta (USA)               | 41è          |
| 72           | Pàvel Koixetkov (RUS)             | 36è          |
| 73           | Víctor de la Parte González (ESP) | 15è          |
| 74           | Łukasz Wiśniowski (POL)           | DNF-7        |
| 75           | Szymon Sajnok (POL)               | NP-8         |
| 76           | Nathan Van Hooydonck (BEL)        | 85è          |
| 77           | Georg Zimmermann (GER)            | 73è          |

| Cofidis COF | Cofidis COF             | Cofidis COF |
| ----------- | ----------------------- | ----------- |
| Núm         | Ciclista                | Pos         |
| 81          | Piet Allegaert (BEL)    | 104è        |
| 82          | Dimitri Claeys (BEL)    | 74è         |
| 83          | Nathan Haas (AUS)       | 90è         |
| 84          | Fabio Sabatini (ITA)    | 143è        |
| 85          | Kenneth Vanbilsen (BEL) | 134è        |
| 86          | Julien Vermote (BEL)    | 83è         |
| 87          | Attilio Viviani (ITA)   | 145è        |

| Deceuninck-Quick Step DQT | Deceuninck-Quick Step DQT | Deceuninck-Quick Step DQT |
| ------------------------- | ------------------------- | ------------------------- |
| Núm                       | Ciclista                  | Pos                       |
| 91                        | Davide Ballerini (ITA)    | 79è                       |
| 92                        | Stijn Steels (BEL)        | 131è                      |
| 93                        | Iljo Keisse (BEL)         | 120è                      |
| 94                        | James Knox (GBR)          | 7è                        |
| 95                        | Fausto Masnada (ITA)      | 6è                        |
| 96                        | Florian Sénéchal (FRA)    | 81è                       |
| 97                        | Bert Van Lerberghe (BEL)  | 99è                       |

| EF Pro Cycling EF1 | EF Pro Cycling EF1            | EF Pro Cycling EF1 |
| ------------------ | ----------------------------- | ------------------ |
| Núm                | Ciclista                      | Pos                |
| 101                | Michael Woods (CAN)           | 8è                 |
| 102                | Jonathan Caicedo Cepeda (ECU) | 59è                |
| 103                | Simon Clarke (AUS)            | 108è               |
| 104                | Lawson Craddock (USA)         | 128è               |
| 105                | Ruben Guerreiro (POR)         | 39è                |
| 106                | Magnus Cort Nielsen (DEN)     | NP-8               |
| 107                | Tanel Kangert (EST)           | 25è                |

| Gazprom-RusVelo GAZ | Gazprom-RusVelo GAZ    | Gazprom-RusVelo GAZ |
| ------------------- | ---------------------- | ------------------- |
| Núm                 | Ciclista               | Pos                 |
| 111                 | Ígor Bóiev (RUS)       | 140è                |
| 112                 | Marco Canola (ITA)     | DNF-7               |
| 113                 | Imerio Cima (ITA)      | DNF-7               |
| 114                 | Denís Nekràssov (RUS)  | 21è                 |
| 115                 | Ivan Rovni (RUS)       | 95è                 |
| 116                 | Aleksei Ribalkin (RUS) | DNF-6               |
| 117                 | Simone Velasco (ITA)   | 82è                 |

| Groupama-FDJ GFC | Groupama-FDJ GFC        | Groupama-FDJ GFC |
| ---------------- | ----------------------- | ---------------- |
| Núm              | Ciclista                | Pos              |
| 121              | Anthony Roux (FRA)      | 61è              |
| 122              | Kilian Frankiny (SUI)   | 27è              |
| 123              | Olivier Le Gac (FRA)    | 58è              |
| 124              | Bruno Armirail (FRA)    | 18è              |
| 125              | Romain Seigle (FRA)     | DNF-5            |
| 126              | Benjamin Thomas (FRA)   | 55è              |
| 127              | Tobias Ludvigsson (SWE) | 75è              |

| Israel Start-Up Nation ISN | Israel Start-Up Nation ISN     | Israel Start-Up Nation ISN |
| -------------------------- | ------------------------------ | -------------------------- |
| Núm                        | Ciclista                       | Pos                        |
| 131                        | Matthias Brändle (AUT) (crono) | 152è                       |
| 132                        | Alexander Cataford (CAN)       | 72è                        |
| 133                        | Davide Cimolai (ITA)           | NP-8                       |
| 134                        | Alex Dowsett (GBR) (crono)     | 144è                       |
| 135                        | Daniel Navarro García (ESP)    | 26è                        |
| 136                        | Guy Sagiv (ISR) (ruta)         | 139è                       |
| 137                        | Rick Zabel (GER)               | 119è                       |

| Lotto-Soudal LTS | Lotto-Soudal LTS         | Lotto-Soudal LTS |
| ---------------- | ------------------------ | ---------------- |
| Núm              | Ciclista                 | Pos              |
| 141              | Adam Hansen (AUS)        | 138è             |
| 142              | Kobe Goossens (BEL)      | 107è             |
| 143              | Carl Fredrik Hagen (NOR) | 48è              |
| 144              | Matthew Holmes (GBR)     | 63è              |
| 145              | Nikolas Maes (BEL)       | 111è             |
| 146              | Stefano Oldani (ITA)     | 100è             |
| 147              | Florian Vermeersch (BEL) | 118è             |

| Mitchelton-Scott MTS | Mitchelton-Scott MTS       | Mitchelton-Scott MTS |
| -------------------- | -------------------------- | -------------------- |
| Núm                  | Ciclista                   | Pos                  |
| 151                  | Simon Yates (GBR)          | 1r                   |
| 152                  | Edoardo Affini (ITA)       | 121è                 |
| 153                  | Brent Bookwalter (USA)     | 67è                  |
| 154                  | Jack Haig (AUS)            | 10è                  |
| 155                  | Lucas Hamilton (AUS)       | 32è                  |
| 156                  | Michael Hepburn (AUS)      | 117è                 |
| 157                  | Cameron Meyer (AUS) (ruta) | 92è                  |

| Movistar Team MOV | Movistar Team MOV            | Movistar Team MOV |
| ----------------- | ---------------------------- | ----------------- |
| Núm               | Ciclista                     | Pos               |
| 161               | Davide Villella (ITA)        | 24è               |
| 162               | Juan Diego Alba (COL)        | 101è              |
| 163               | Héctor Carretero Milla (ESP) | 78è               |
| 164               | Matteo Jorgenson (USA)       | 46è               |
| 165               | Sergio Samitier (ESP)        | 51è               |
| 166               | Eduardo Sepúlveda (ARG)      | 44è               |
| 167               | Albert Torres Barceló (ESP)  | 150è              |

| NTT Pro Cycling NTT | NTT Pro Cycling NTT          | NTT Pro Cycling NTT |
| ------------------- | ---------------------------- | ------------------- |
| Núm                 | Ciclista                     | Pos                 |
| 171                 | Louis Meintjes (RSA)         | 12è                 |
| 172                 | Carlos Barbero Cuesta (ESP)  | 98è                 |
| 173                 | Samuele Battistella (ITA)    | 110è                |
| 174                 | Victor Campenaerts (BEL)     | 93è                 |
| 175                 | Benjamin Dyball (AUS)        | 103è                |
| 176                 | Enrico Gasparotto (SUI)      | 42è                 |
| 177                 | Amanuel Gebrezgabihier (ERI) | 47è                 |

| Ineos Grenadiers IGD | Ineos Grenadiers IGD        | Ineos Grenadiers IGD |
| -------------------- | --------------------------- | -------------------- |
| Núm                  | Ciclista                    | Pos                  |
| 181                  | Geraint Thomas (GBR)        | 2n                   |
| 182                  | Rohan Dennis (AUS)          | 87è                  |
| 183                  | Edward Dunbar (IRL)         | NP-4                 |
| 184                  | Christopher Froome (GBR)    | 91è                  |
| 185                  | Filippo Ganna (ITA) (crono) | 116è                 |
| 186                  | Tao Geoghegan Hart (GBR)    | 30è                  |
| 187                  | Salvatore Puccio (ITA)      | 62è                  |

| Jumbo-Visma TJV | Jumbo-Visma TJV             | Jumbo-Visma TJV |
| --------------- | --------------------------- | --------------- |
| Núm             | Ciclista                    | Pos             |
| 191             | Pascal Eenkhoorn (NED)      | 57è             |
| 192             | Paul Martens (GER)          | 65è             |
| 193             | Christoph Pfingsten (GER)   | 35è             |
| 194             | Timo Roosen (NED)           | 71è             |
| 195             | Mike Teunissen (NED)        | 102è            |
| 196             | Jos van Emden (NED) (crono) | 89è             |
| 197             | Maarten Wynants (BEL)       | 88è             |

| Team Sunweb SUN | Team Sunweb SUN        | Team Sunweb SUN |
| --------------- | ---------------------- | --------------- |
| Núm             | Ciclista               | Pos             |
| 201             | Michael Matthews (AUS) | 54è             |
| 202             | Alberto Dainese (ITA)  | 146è            |
| 203             | Chris Hamilton (AUS)   | 37è             |
| 204             | Jai Hindley (AUS)      | 13è             |
| 205             | Wilco Kelderman (NED)  | 4t              |
| 206             | Sam Oomen (NED)        | 11è             |
| 207             | Martijn Tusveld (NED)  | 56è             |

| Total Direct Énergie TDE | Total Direct Énergie TDE | Total Direct Énergie TDE |
| ------------------------ | ------------------------ | ------------------------ |
| Núm                      | Ciclista                 | Pos                      |
| 211                      | Niki Terpstra (NED)      | 125è                     |
| 212                      | Jonathan Hivert (FRA)    | 105è                     |
| 213                      | Lorrenzo Manzin (FRA)    | 113è                     |
| 214                      | Adrien Petit (FRA)       | 135è                     |
| 215                      | Julien Simon (FRA)       | 141è                     |
| 216                      | Rein Taaramäe (EST)      | DNF-4                    |
| 217                      | Dries Van Gestel (BEL)   | 64è                      |

| Trek-Segafredo TFS | Trek-Segafredo TFS       | Trek-Segafredo TFS |
| ------------------ | ------------------------ | ------------------ |
| Núm                | Ciclista                 | Pos                |
| 221                | Vincenzo Nibali (ITA)    | 19è                |
| 222                | Julien Bernard (FRA)     | 60è                |
| 223                | Gianluca Brambilla (ITA) | 9è                 |
| 224                | Alex Kirsch (LUX)        | NP-6               |
| 225                | Koen de Kort (NED)       | 142è               |
| 226                | Antonio Nibali (ITA)     | 76è                |
| 227                | Pieter Weening (NED)     | 38è                |

| UAE Team Emirates UAD | UAE Team Emirates UAD                   | UAE Team Emirates UAD |
| --------------------- | --------------------------------------- | --------------------- |
| Núm                   | Ciclista                                | Pos                   |
| 231                   | Fernando Gaviria Rendón (COL)           | 130è                  |
| 232                   | Mikkel Bjerg (DEN)                      | 109è                  |
| 233                   | Rui Alberto Faria da Costa (POR) (ruta) | 28è                   |
| 234                   | Sergio Henao Montoya (COL)              | 22è                   |
| 235                   | Sebastián Molano Benavides (COL)        | 149è                  |
| 236                   | Aliaksandr Rabuixenka (BLR)             | 114è                  |
| 237                   | Maximiliano Richeze Araquistain (ARG)   | 148è                  |

| Vini Zabù-KTM THR | Vini Zabù-KTM THR          | Vini Zabù-KTM THR |
| ----------------- | -------------------------- | ----------------- |
| Núm               | Ciclista                   | Pos               |
| 241               | Luca Wackermann (ITA)      | DNF-7             |
| 242               | Marco Frapporti (ITA)      | 84è               |
| 243               | James Mitri (NZL)          | 137è              |
| 244               | Veljko Stojnić (SRB)       | 127è              |
| 245               | Riccardo Stacchiotti (ITA) | NP-8              |
| 246               | Giovanni Visconti (ITA)    | NP-8              |
| 247               | Edoardo Zardini (ITA)      | 136è              |